# ジョセフ・ミード
ジョセフ・ミード（Joseph Mede、1586年 - 1639年）は、幅広い影響力を持ったイギリスの学者。クライスツ・カレッジで教育を受け、1613年からフェローとなった。彼は現在、聖書学者として記憶されている。また、博物学者でエジプト学者でもあった。ヘブライ語学者でもあり、ギリシア語の語の講師にもなった。

## 神学
ジョセフ・ミードはアルミニウス主義者だった。